# Mona Khaled
Mona Khaled (née le 9 avril 1994 aux États-Unis) est une joueuse d'échecs égyptienne. GMI, elle a remporté plusieurs fois le championnat d'Afrique d'échecs féminin. Elle obtint son titre de Grand Maître féminin en 2007.

## Championnat d'échecs d'Afrique féminin
Mona Khaled a remporté son premier championnat d'Afrique en 2007, à Windhoek, en Namibie. La même année, elle est médaillée d'or aux Jeux africains. Elle a ensuite remporté deux autres fois ce championnat, en 2011, à Maputo, capitale du Mozambique,  et en 2015 au Caire.